# Hemeroblemma pandrosa
Hemeroblemma pandrosa är en fjärilsart som beskrevs av Pieter Cramer 1775. Hemeroblemma pandrosa ingår i släktet Hemeroblemma och familjen nattflyn. Inga underarter finns listade i Catalogue of Life.